# Ono San Pietro
Ono San Pietro – miejscowość i gmina we Włoszech, w regionie Lombardia, w prowincji Brescia.
Według danych na rok 2004 gminę zamieszkiwało 927 osób, 71,3 os./km².